# Waitangi Tribunal
Das Waitangi-Tribunal (Maori Te Rōpū Whakamana i te Tiriti) ist eine neuseeländische Untersuchungskommission in Wellington, die Ansprüche der Māori untersucht, die sich aus dem Vertrag von Waitangi von 1840 ergeben.
Das 1975 gegründete Tribunal entstand als Reaktion auf sich häufende Vorwürfe der Māori über den Umgang des neuseeländischen Staats mit ihren Ansprüchen. Das Tribunal kann Ansprüche jedes Māori untersuchen, der sich über eine Regierungshandlung oder das Unterlassen einer Handlung beschwert. Der Māori braucht dabei keine Legitimation als Vertreter einer Gruppe, das Tribunal kann allerdings offensichtlich unbegründete Ansprüche gleich zurückweisen.
Im Gegensatz zu einem regulären Gericht verkündet das Tribunal bis auf wenige Ausnahmefälle keine bindenden Entscheidungen, sondern kann nur Empfehlungen vorlegen. Faktisch bindende Verhandlungen müssen die Māori mit dem Office of Treaty Settlements des neuseeländischen Staats durchführen. Sollte es sich beim umstrittenen Gebiet um Land in Privatbesitz handeln, kann es auch keine Empfehlungen vorlegen. Ausnahme ist hier Land, bei dem es sich um Memorialised Lands handelt – dies sind Gebiete, die sich ehemals im Besitz eines Staatsunternehmens oder der New Zealand Railways Corporation befunden haben und einen Vermerk besitzen, dass sie auf Anweisung des Tribunals in Staatsbesitz oder direkt in Besitz der Māori übergehen können.
Der innere Ablauf des Tribunals weicht dabei in einigen Punkten entscheidend vom normalen Ablauf im anglo-amerikanischen Rechtswesen ab. Allerdings hat es die alleinige Autorität über die Auslegung des Vertrags von Waitangi, sowohl in seiner englischen als auch in der Māori-Fassung.
Das Tribunal kann eigene Nachforschungen anstellen und ist nicht allein auf die Fakten angewiesen, die ihm von den beteiligten Parteien vorgelegt werden. Ebenso kann es seine eigenen Regeln sehr flexibel auslegen und sie je nach Situation an den vorliegenden Fall anpassen und dabei auch auf Rechtstraditionen der Māori zurückgreifen.